# コーンウォリス・モード (初代ハワーデン子爵)
初代ハワーデン子爵コーンウォリス・モード（英語: Cornwallis Maude, 1st Viscount Hawarden、1729年9月19日 – 1803年8月23日）は、アイルランド王国の政治家、貴族。

## 生涯
初代準男爵サー・ロバート・モードとエレノア・コーンウォリス（Eleanor Cornwallis、フランシス・コーンウォリスの娘）の息子として、1729年9月19日に生まれた。
1777年5月17日に兄にあたる初代ド・モンタルト男爵トマス・モードが死去すると、準男爵位を継承した。
1783年から1785年までロスコモン・バラ選挙区の代表としてアイルランド庶民院議員を務めた後、1785年6月25日にアイルランド貴族であるティペラリー県におけるハワーデンのド・モンタルト男爵に叙され、1793年12月5日に同じくアイルランド貴族であるティペラリー県におけるハワーデンのハワーデン子爵に叙された。
1803年8月23日に死去、2人目の妻との間の息子トマス・ラルフが爵位を継承した。

## 家族
1756年8月8日、レティシア・ヴァーノン（Letitia Vernon、1757年没、トマス・ヴァーノンの娘）と結婚、1女をもうけた。
- エリザベス・レティシア - 1781年6月16日、ジョン・ヴォーン（英語版）（1804年1月19日没）と結婚

1766年6月10日、メアリー・アレン（Mary Allen、1775年没、フィリップ・アレンの娘）と再婚、1男2女をもうけた。
- トマス・ラルフ（1767年 – 1807年） - 第2代ハワーデン子爵
- ソフィア・マリア（1812年1月23日没） - 1807年6月25日、ジョージ・ヘイ・ドーキンス＝ペナント（英語版）と結婚、子供あり
- エマ・メアリー（1808年3月11日没） - 1794年4月12日、ウィリアム・ラルフ・カートライト（英語版）と結婚

1777年6月3日、アン・イザベラ・マンク（Anne Isabella Monck、1759年頃 – 1851年7月26日、トマス・マンクの娘）と再婚、5男7女をもうけた。
- イザベラ・エリザベス（1779年 – 1859年）
- コーンウォリス（1780年 – 1856年） - 第3代ハワーデン子爵
- ジョージアナ（1781年 – 1807年8月31日） - 1806年6月、ウィリアム・ステュアート卿（英語版）（1778年 – 1814年、初代ビュート侯爵ジョン・ステュアートの息子）と結婚、子供あり
- アリス（1782年 – 1866年12月21日） - 1807年5月21日、ロバート・ポンソンビー・トッテナム卿（英語版）（1773年 – 1850年、初代イーリー侯爵チャールズ・ロフタスの息子）と結婚、子供あり
- シャーロット（1783年 – 1874年12月3日） - 1806年9月6日、ピーター・ラ・トゥッシュ（Peter La Touche）と結婚、子供あり
- ロバート・ウィリアム・ヘンリー（英語版）（1784年8月21日 – 1861年10月31日） - 聖職者。1827年5月3日、マーサ・エリザベス・メアリー・プリティー（Martha Elizabeth Mary Prittie、1802年頃 – 1887年7月25日、フランシス・アルドバラ・プリティー（英語版）の娘）と結婚、子供あり。第5代ハワーデン子爵ロバート・ヘンリー・モードの父
- メアリー・アン（1786年 – 1877年1月3日） - 1809年4月15日、第3代リフォード子爵ジェームズ・ヒューイットと結婚、子供あり
- ジェームズ・アシュリー（James Ashley、1786年11月6日 – 1841年10月23日） - 海軍軍人。1817年10月18日、アルビニア・ブロドリック（Albinia Brodrick、1863年4月20日没、チャールズ・ブロドリック（英語版）の娘）と結婚、子供あり
- キャサリン（1788年 – ?） - 早世
- ジョン・チャールズ（1792年9月16日 – 1860年6月21日） - 聖職者。1813年9月10日、メアリー・トレヴィリアン（Mary Trevilian、1865年10月26日没、ウィリアム・シリー・トレヴィリアンの娘）と結婚、子供あり
- エミリー（1794年 – 1884年2月10日） - 1826年2月10日、第2代ダナリー男爵ヘンリー・サドラー・プリティーと結婚
- フランシス（Francis、1798年11月17日 – 1886年10月23日） - 1827年9月4日、フランシス・ブルッキング（Frances Brooking、1832年5月4日没、A・H・ブルッキングの娘）と結婚、子供あり。1849年6月28日、ジョージアナ・ブッシュ（Georgiana Bushe、1882年7月2日没、ジャーヴァス・パーカー・ブッシュの娘）と再婚、子供あり